# Asingan
Asingan è una municipalità di terza classe delle Filippine, situata nella Provincia di Pangasinan, nella regione di Ilocos.
Asingan è formata da 21 baranggay:
- Ariston Este
- Ariston Weste
- Bantog
- Baro
- Bobonan
- Cabalitian
- Calepaan
- Carosucan Norte
- Carosucan Sur
- Coldit
- Domanpot

- Dupac
- Macalong
- Palaris
- Poblacion East
- Poblacion West
- San Vicente Este
- San Vicente Weste
- Sanchez
- Sobol
- Toboy